# دفاعة

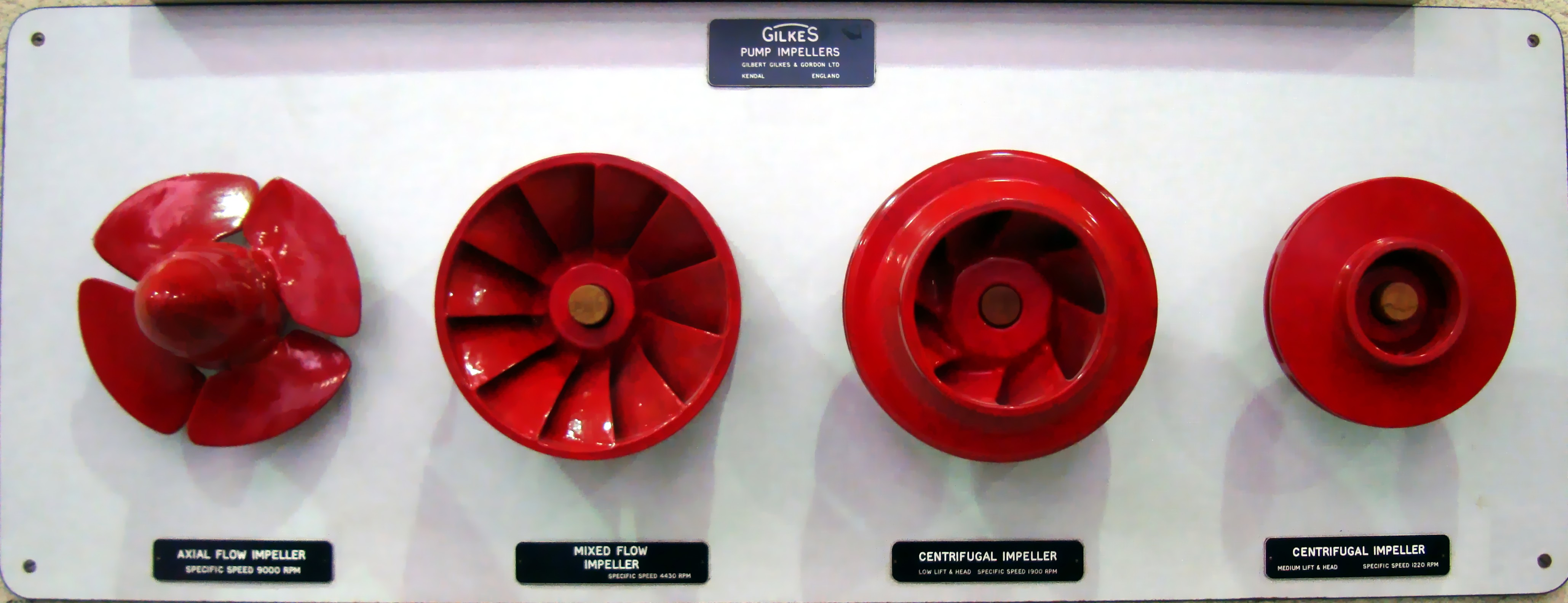
أنواع دفاعة المضخة

الدَفّاعة أو الدَوّارة أو الدولاب العامل أو الدولاب الدائر أو الدافعة أو البشارة عضو دوار يستعمل لتغيير ضغط مائع متدفق.
قد يكون بها كذا «قناة» (Port)، وتسمى القناة في سورية «قناية» وفي مصر «حارة».

## أنواعها
- دفاعة لانسدادية - تُستخدم مثلا لنقل مياه الصرف الصحي غير المنقاة، والتي تحتوي على مواد غير مرغوبة أو مواد ليفية. وتصمّم لتجنّب انسدادها ولتجنب تكوّن مواد مُتشابكة داخلها. ومنها نوع ذو مروحة توزيع واحدة، وآخر له عدة مراوح توزيع.[5]